# تپه شهر سوخته ۱۹۶
تپه شهر سوخته ۱۹۶ مربوط به هزاره سوم و ۲ قم است و در شهرستان زابل، بخش شیب آب، دهستان لوتک، روستای حومه شهر سوخته، ۷/۲ کیلومتری غرب پایگاه میراث فرهنگی شهر سوخته واقع شده و این اثر در تاریخ ۱۵ اسفند ۱۳۸۵ با شمارهٔ ثبت ۱۷۹۵۷ به‌عنوان یکی از آثار ملی ایران به ثبت رسیده است.